# Aligot barrat
L'aligot barrat (Morphnarchus princeps) és una espècie d'ocell de la família dels accipítrids (Accipitridae). Habita la selva humida de muntanya de Costa Rica, Panamà, Colòmbia occidental i nord de l'Equador. El seu estat de conservació es considera de risc mínim.
Classificat tradicionalment al gènere Leucopternis avui es considera l'única espècie del gènere 
Morphnarchus.